# Orthotrichum underwoodii
Orthotrichum underwoodii là một loài rêu trong họ Orthotrichaceae. Loài này được F. Lara, Garilleti & Mazimpaka mô tả khoa học đầu tiên năm 2001.